# Débit syllabique
En phonétique, le débit syllabique correspond à la vitesse d'élocution, il mesure le débit de la parole et s'exprime par le nombre de syllabes prononcées à la seconde. Ce paramètre variant notablement selon les individus ou le mode d'expression — parole ou chant — ainsi que d'une langue à l'autre.
La différence de débit syllabique correspond, par exemple, à l’impression qu’a un Français quand, écoutant sans comprendre certains locuteurs étrangers comme les Espagnols ou les Suisses romands, il trouve leur langue « rapide » ou « lente ».
Le débit syllabique ne doit pas être confondu avec le débit d'information d’une langue qui, lui, selon des études[Lesquelles ?], est presque constant. Ceci car une syllabe peut contenir plus ou moins d’information selon les langues, on parle alors de densité syllabique d’information.